# Intrastrukturelle Hilfe
Intrastrukturelle Hilfe (englisch intrastructural help, ISH) ist in der Immunologie und  Virologie eine Form der wechselseitigen Interaktion zwischen B- und T-Zellen des Immunsystems, mit der Folge der verstärkten Immunreaktion auf Viren. Sie wird insbesondere im Hinblick auf die Immuntherapie und Impfstoffentwicklung erforscht.

## Geschichte
Die Intrastrukturelle Hilfe ist ein Effekt zwischen B- und T-Zellen, der erstmals 1979 für das Influenzavirus beschrieben wurde. Es wurde beobachtet, dass T-Zellen spezifisch für Influenza-Virionen die Stimulation von Influenza spezifischen B-Zellen fördern können und so eine potente humorale Immunantwort auslösen. Später wurde dieses Prinzip auf das Rabies-Virus übertragen und wobei Waschbären vor einer tödlichen Infektion mit dem Rabies-Verwandten Lyssa-Virus geschützt wurden. Des Weiteren wurde für Hepatitis B gezeigt, dass nach einem vorhergehenden Kontakt mit dem Kern-Antigen HBcAg durch ISH auch eine Immunantwort gegen das Oberflächenantigen HBsAg ausgelöst werden kann.
Das Prinzip der Intrastrukturellen Hilfe ist vorteilhaft, da relativ konstante strukturelle Antigene für das T-Zell-Priming benutzt werden können, um eine humorale Immunantwort gegen sehr variable Oberflächenantigene zu generieren. Aus diesem Grund wurde das Prinzip auch auf das außerordentlich variable HI-Virus übertragen.

## Hintergrund
Eine der Herangehensweisen für einen schützenden HIV-1-Impfstoff sind neutralisierende Antikörper. Diese Antikörper werden in 10–25 Prozent der HIV-1-infizierten Personen gefunden werden. Nur wenige dieser Personen (weltweit nur 0,8 % der HIV-1-positiven Individuen) sind in der Lage die Viruslast auf ein Niveau unter der Nachweisgrenze zu unterdrücken und werden „elite-controller“ oder „long term non-progressors“ genannt. Die meisten durchgeführten HIV-Impfstudien konnten keine schützenden Neutralisierende Antikörper induzieren, jedoch konnten einige schützende Effekte von polyfunktionalen Antikörpern beobachtet werden. Diese Fc-abhängigen Effekte scheinen eine wichtige Rolle bei der Krankheitskontrolle zu spielen. Im Gegensatz dazu, weisen die Ergebnisse aus der adenovirusbasierten STEP-Studie auf eine höhere Krankheitsempfänglichkeit, aufgrund von impfinduzierten hohen Leveln an nicht-neutralisierenden polyfunktionalen Antikörpern und T-Helferzellen hin. Antikörper der Subklasse IgG1, die hauptsächlich durch Impfung induziert wurden, hatten in Mausmodellen eine relativ geringe Funktionalität. Aus diesem Grund ist eins der Ziele, die Qualität der Immunantwort durch die Induktion von polyfunktionalen Antikörperklassen wie z. B. IgG2A zu erhöhen. Nach den Erkenntnissen aus Tierstudien sind jedoch zytotoxische T-Zellen zwingend für einen schützenden Impfstoff erforderlich. Obwohl dies in bisher in noch keiner klinischen Studie am Menschen festgestellt werden konnte, kann man annehmen, dass dadurch eine Reduktion der Viruslast, in der frühen Phase der Infektion, erreicht werden kann. Deshalb ist ein aktuelles Ziel, die unkontrollierte T-Zellproliferation zu verhindern und die humorale Immunantwort, hin zu hocheffizienten polyfunktionalen monoklonalen Antikörpern, zu modulieren.

### HIV-Impfstoffforschung
Einer der Hauptaspekte ist hier die präzise Modulation der Immunantwort nach der Aktivierung. Dies impliziert eine gute Qualität und Quantität an neutralisierenden Antikörpern, hingegen geringe Level an T-Zell-Stimulationen, um die zuvor erwähnte erhöhte Anfälligkeit und den Krankheitsfortschritt zu vermeiden. Erste Invitro- und Immunisierungsexprimente, die mit dem Simianes Immundefizienz-Virus durchgeführt wurden, zeigten einen zehn bis 50-fachen Anstieg an Env-spezifischen Antikörpern in behandelten Mäusen, im Vergleich zu Exosom-geimpften Mäusen. Dies wurde auch für HIV im Mausmodell mit adoptiven Transferexperimenten verifiziert. Experimente an nicht-menschlichen Primaten zeigten außerdem erhöhte Env-Antikörpertiter nach einer „Group-specific antigen“(gag)-Prä-Immunisierung. Es ist wahrscheinlich davon auszugehen, dass diese Ergebnisse auf Menschen übertragbar sind, da HIV-1-Patienten mit neutralisierenden Antikörpern eine erhöhte Anzahl an gag-spezifischen T-Zellen zeigten, jedoch zeitgleich vergleichbare level an Env GP120-spezifischen T-Zellen aufwiesen.
Diese Erkenntnisse weisen auf eine Beteiligung der Intrastrukturellen Hilfe zur Neutralisierungsfähigkeit hin.